# Angelina Alòs i Tormo
Angelina Alòs i Tormo (València, 3 de desembre de 1917 - Esplugues de Llobregat, 12 de març del 1997) fou una ceramista catalana i professora d'aquesta disciplina a l'Escola del Treball de Barcelona.
Angelina Alòs era filla del ceramista Joan Baptista Alòs i Peris i d'Esperança Tormo, professora de guitarra clàssica i de piano i compositora. El 1918 la seva família es traslladà a Barcelona. Va començar la formació artística amb onze anys tocant el violoncel amb el professor Eduardo Sáinz de la Maza i, més endavant, a l'escola de música fundada per Pau Casals, uns estudis que a partir de 1933 va compaginar amb els de ceràmica a la Secció de Bells Oficis de l'Escola del Treball de Barcelona, on el seu pare era professor. Cursà també estudis d'art amb Francesc Galí i d'escultura amb Jaume Duran. El 1943 es casà amb Ricardo Morales Ramon, amb qui va tenir una filla, i abandonà els estudis de música.
La seva faceta com a docent s'havia iniciat el juliol del 1936, quan va entrar com a ajudant de ceràmica de l'Escola del Treball. Durant els primers anys va susbtituir puntualment al seu pare com a professora i el 1945 fou nomenada professora de les classes tècniques dela mateixa escola. A causa de complicacions de salut derivades de la manipulació de la ceràmica (enverinament per plom o saturnisme) es traslladà a Esplugues de Llobregat i l'any 1952 va ser titular del lloc de professora. En jubilar-se el director de l'Escola, Lluís Rigalt, la marginació de la dona en la societat dels anys 50 va impedir que n'ocupés la direcció. Així, el 1956 demanà una excedència a l'Escola del Treball i obrí un taller amb forn de llenya al carrer de la Riba d'Esplugues, on impartí classes particulars amb un enfocament més artístic que a l'Escola del Treball, on havia estat fent un ensenyament tècnic. Per aquesta escola passaren ceramistes importants contemporanis: Juli Bono, Lluís Castaldo i París, Magda Martí i Coll, Montserrat Sastre, Frederic Gisbert i Carles Ballester i Vicente, Mercè Miquel, entre d'altres.
Durant els anys 50 obtingué reconeixement artístic arreu del món i va combinar la tasca artística i les exposicions amb les classes particulars. L'any 1959 fou nomenada membre de l'Académie Internationale de la Céramique. El 1963 tornà a impartir docència a l'Escola del Treball de Barcelona i es jubilà l'any 1984.
La seva obra és diversa i complexa, tant en materials com en tècniques i varietat de formes, i va des de peces seriades a la peça única, passant pels murals de grans dimensions. La seva extensa producció pot englobar-se bàsicament en quatre grans apartats: el primer, format pels gerros deformes; el segon, el componen les natures mortes, amb representacions de figures d'animals o simbòliques; el tercer, són les plaques i els grans murals, de textures rugoses, i, finalment, els plats, sols, engalzats o muntats en un pedestal, tipus fruitera. Angelina Alòs trencà amb els conceptes clàssics i modelà fora del torn les peces, les quals deforma i hi barreja tota mena de materials. La lluminositat i el color de les peces també són fonamentals.
Va estar molt relacionada amb Esplugues de Llobregat: hi va viure des dels anys 50, arran dels problemes de salut, i va contribuir decisivament a preservar el patrimoni ceramista d'aquesta ciutat, lligada a empreses com la Pujol i Bausis, molt relacionada amb arquitectes del modernisme català i de la qual el seu pare havia estat director artístic. L'Espai Baronda d'Esplugues acull una exposició permanent d'Angelina Alòs formada per la trentena de peces que la filla d'Angelina Alòs va donar l'any 2009 a la ciutat i que formen part de la col·lecció dels Museus d'Esplugues. La ceramista va impulsar la creació l'any 1986 el premi de ceràmica Vila d'Esplugues, que actualment se celebra amb caràcter bianual i que des de 1998 s'anomena Biennal de Ceràmica Angelina Alòs. El 1983 l'Ajuntament d'Esplugues li atorgà la Medalla d'Or de la ciutat.
L'obra d'Angelina Alòs va tenir repercussió internacional i està conservada en museus d'arreu del món. A més del fons de la ciutat d'Esplugues, el Museu del Disseny de Barcelona conserva una mostra representativa de treballs des dels anys trenta fins als seixanta.